# Schusswechsel am 21. April 2005 bei Maliana
Am 21. April 2005 kam es zu einem Schusswechsel zwischen indonesischen Soldaten und osttimoresischen Polizisten der Unidade de Patrulhamento de Fronteira UPF (deutsch Einheit der Grenzpatrouille, englisch Border Police Unit BPU), an der Tactical Coordination Line (deutsch Taktische Koordinationslinie) zwischen beiden Ländern, nahe Maliana.

## Hintergrund

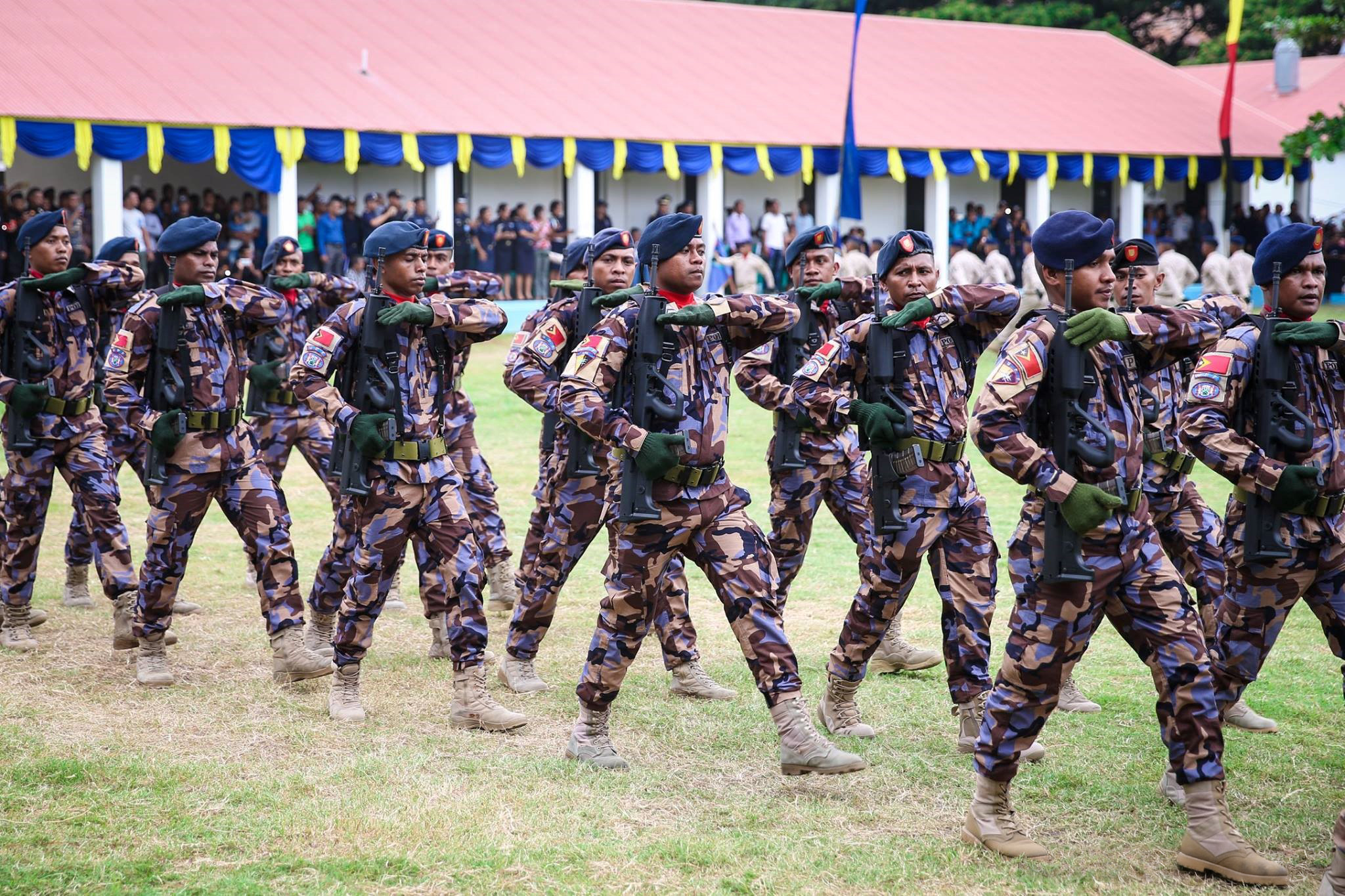
Beamte der osttimoresischen Grenzpolizei UPF

Das von 1975 bis 1999 von Indonesien besetzte Osttimor war nach dreijähriger Übergangsverwaltung durch die Vereinten Nationen am 20. Mai 2002 in die Unabhängigkeit entlassen worden. UN-Soldaten und -Polizisten der Unterstützungsmission der Vereinten Nationen in Osttimor (UNMISET) waren 2005 noch in Osttimor zum Aufbau und Unterstützung der Sicherheitskräfte des neuen Landes. Chef der Mission war der Japaner Sukehiro Hasegawa.
Zum Zeitpunkt der Unabhängigkeit Osttimors war der Großteil des Grenzverlaufs zu Indonesien bereits geregelt. Umstritten blieben nur kleinere Gebiete, so ein Territorium von 37 Hektar zwischen dem osttimoresischen Memo (Suco Tapo/Memo, Distrikt Bobonaro) und dem indonesischen Dilumil (Distrikt Lamaknen, Regierungsbezirk Belu), nahe der osttimoresischen Distrikthauptstadt Maliana. Die vorläufige Grenze zwischen den Ländern wurde durch die Tactical Coordination Line TCL markiert. Den Grenzschutz auf osttimoresischer Seite wird von der UPF geleistet, nicht vom Militär.

## Vorfall und Untersuchungen
Der Vorfall ereignete sich nahe dem „Junction Point Memo“ (JP-Memo). Anscheinend hatten indonesische Soldaten osttimoresische Schmuggler verfolgt, die Kerosin über die Grenze bringen wollte. Die UPF hatte dies von ihrer Position beobachtet. Die militärische Verbindungsgruppe (englisch Military Liaison Group MLG) kam zu dem Ergebnis, dass ein osttimoresischer Grenzpolizist einen Schuss abgegeben hatte, der den indonesischen Oberstleutnant Tedy Setiawan ins Bein traf.
Laut UPF hatten die indonesische Soldaten auf die Schmuggler geschossen, wobei mindestens ein Indonesier den Grenzfluss Malibaca überquerte und auf osttimoresisches Territorium vordrang. Die UPF erwiderte daraufhin das Feuer mit drei Warnschüssen. Einer davon traf wohl den indonesischen Offizier. Ein Polizist gab auch zu, dass er in die Richtung des Indonesiers geschossen hatte. Der UPF-Kommandant war überzeugt, dass der Vorfall auf der Seite des Flusses stattfand, die zu Osttimor gehört.
Die Soldaten erklärten stattdessen, dass sie plötzlich von unbekannter Seite beschossen wurden, als sie die Schmuggler auf der indonesischen Seite des Flusses verfolgten. Sie schossen daraufhin längere Zeit zurück. Der lokale Kommandant der Streitkräfte Indonesiens (TNI) bestritt, dass seine Soldaten in Osttimor eingedrungen seien. Er ging von einem absichtlichen Beschuss seiner Patrouille aus und forderte Aufklärung durch die Vereinten Nationen.
Die Untersuchungen des Vorfalls übernahmen auf osttimoresischer Seite die Nationale Ermittlungseinheit der Nationalpolizei (PNTL) und die Polizeitruppe der Vereinten Nationen (UNPOL). Es wurden Fotos gemacht, Patronenhülsen eingesammelt und Blutspuren auf der osttimoresischen Seite gesichert. Die von der UNPOL vorgefundenen Kugeln und Hülsen schienen von beiden Seiten zu stammen. Die Spuren deuteten darauf hin, dass zumindest ein Teil des Vorfalls auf osttimoresischen Territorium stattfand. Letzte Sicherheit für diese Vermutung gab es aber nicht. Auch Hasegawa reiste sofort zum Ort des Zwischenfalls, um sich aus erster Hand selbst ein Bild zu machen.
Auf Empfehlung Hasegawas wurde der osttimoresische Schütze von der Grenzpolizei abgezogen, um Spannungen zu vermeiden. Für Unruhe sorgten Berichte von einheimischen Osttimoresen, sie hätten entlang der Grenze zwei indonesische Panzer gesehen. Die UPF berichtete von zwei gepanzerten Fahrzeugen. Die TNI dementierte dies. Man hätte in dem Gebiet weder Panzer, noch gepanzerte Fahrzeuge. Berichte in indonesischen Fernsehsendern, mit der Meldung „Lt.Col. Teddy shot by Timorese police“ sorgten für nationalistische Reaktionen auf den Vorfall.